# Justin Mylo
Emilio Behr, sinh vào ngày 7 tháng 11 năm 1995, được biết với cái tên là Justin Mylo, có nghề nghiệp là một DJ, nhà sản xuất âm nhạc đến từ Amsterdam với phong cách âm nhạc chủ yếu là sự kết hợp giữa Future House và Progressive House. Năm 13 tuổi khi Emilio bắt đầu chơi nhạc tại những câu lạc bộ địa phương, anh nhận ra niềm đam mê và tài năng về âm nhạc. Emilio sử dụng tên đệm Justin và tên Mylo bắt nguồn từ Amelia cũng là cái tên đầu tiên của anh ấy dể tạo ra nghệ danh.

## Sự nghiệp âm nhạc
Lúc thanh thiếu niên, Mylo đã làm DJ ở một câu lạc bộ. Mylo từng chia sẻ rằng anh lần đầu tiên làm nhạc từ năm anh 13, 14 tuổi và chính thức bắt đầu làm nhạc một cách nghiêm túc vào năm 16 tuổi. Anh nhận được sự chú ý sau hai sản phẩm, Bouncybob, một sự hợp tác với Martin Garrix và Mesto được ra mắt năm 2015, và Burn Out, một sự hợp tác với Martin Garrix được ra mắt vào năm 2018. Mesto và cả dòng nhạc thế hệ con của Future House, Future Bounce, đồng thời cũng được chú ý đến sau lần hợp tác sản phẩm Bouncybob.

### 2015: Khởi đầu
Mùa hè năm 2015, cái tên Justin Mylo xuất hiện tại những lễ hội lớn như Multiply Ibiza và Don't Let Daddy Know. Vào ngày cuối cùng của năm 2015, Martin Garrix đã hợp tác với Justin Mylo và Mesto cho ra mắt sản phẩm đầu tiên "Bouncybob". Sản phẩm được ra mắt trên kênh Martin Garrix trên Youtube đã trở thành một bản hit nhanh chóng đến nay đã được hơn 15.800.000+ lượt xem. Bài hát "Bouncybob" cũng lọt vào trong top Hot Dance/Electronic Songs với hạng cao nhất là 28.

### 2016: Bước đi đầu tiên
Vào ngày 6 tháng 1, Mylo cùng Mesto và Martin Garrix biểu diễn tại Bij Igmar trên SLAM!. Ngày 27 tháng 4, Mylo đăng một bài viết lên Twitter cá nhân với nội dung anh sẽ xuất hiện tại Kingsday 2016, vào ngày tiếp theo, anh đã đứng trên sân khấu với Martin Garrix để biểu diễn. Vào ngày 16 tháng 5, hợp tác cùng với Mike Williams cho ra sản phẩm "Groovy George" trên hãng thu âm Musical Freedom của Tiësto, bắt đầu cho chuỗi sản phẩm âm nhạc đặc biệt của riêng anh. Sau 2 tháng, Mylo cùng với Mesto cho ra bản phối lại của "Final Call" của Florian Picasso. Không lâu sau đó, vào ngày 29 tháng 7, anh cho ra mắt bài hát "Jumping Jack" trên hãng thu âm Spinnin' Records và có video âm nhạc chính thức vào ngày hôm sau.

### 2017: ON / OFF
Mylo bắt đầu một thương hiệu mới với cái tên "ON / OFF", nhờ vậy anh Mylo có thể phát hành được những bài hát trên chính thương hiệu của anh. Mylo và đội của anh cùng lúc cũng đã lên kế hoạch và bắt đầu lưu diễn tại nhiều nơi với cái tên "ON / OFF tour". Vào ngày 15 tháng 5, Mylo đã cho ra biểu tượng mới của chính mình dựa vào thương hiệu "ON / OFF" bằng một đoạn phim ngắn dài 1 phút trên Youtube. Trong thời gian đi lưu diễn thì Mylo và Martin Garrix đã để lộ sự hợp tác cho sản phẩm mới và được những người hâm mộ đặt tên là "Evolve", điều này làm cho cái tên Justin Mylo ngày càng trở nên phổ biến hơn. Ngày 7 tháng 7, ca khúc "Cheap Motel" có phong cách của mùa hè đã trở thành ca khúc đầu tiên được phát hành trên ON / OFF và có video âm nhạc chính thức vào ngày 14 tháng 7. Ngày 22 tháng 11, "On / OFF Radio" được mở ra. Ngày 15 tháng 12, ca khúc "Paradigm" tiếp tục được phát hành trên ON / OFF.

"Justin Mylo" được cách điệu với logo "ON / OFF"

### 2018: Thành công đầu tiên
Vào ngày 6 tháng 4, Mylo cho ra mắt sản phẩm mới "Chasing Shadows" trên hãng thu âm STMPD RCRDS của Martin Garrix. Vào ngày 18 tháng 5, "Live Like This" cùng hợp tác với Navarra được ra mắt trên ON / OFF, có video âm nhạc chính thức vào ngày 31 tháng 5. Ngày 24 tháng 8, sản phẩm "Funky Freddy" cùng hợp Rich Edwards được ra mắt trên ON / OFF, tiếp tục cho chuỗi sản phẩm đặc biệt. Sản phẩm hợp tác cùng Martin Garrix được những người hâm mộ đặt tên "Evolve" đã sẵn sàng ra mắt với sự góp giọng của Dewain Whitmore có tựa đề là "Burn Out", và đây sản phẩm thành công nhất của anh với lượt xem trên Youtube là 62.000.000+ và đạt được hạng cao nhất trong top Hot Dance/Electronic Songs là 26. Ngày 7 tháng 12, sản phẩm "Rave Alert" hợp tác cùng SWACQ trên Revealed Recordings của Hardwell.

### 2019: Những lễ hội âm nhạc hàng đầu và EP "What Am I Looking For?"
Ngày 8 tháng 3, Justin Mylo cho ra mắt sản phẩm "Not Afraid" trên hãng thu âm STMPD RCRDS với sự góp giọng Trevor Guthrie. "Won't Stop" là sản phẩm tiếp theo mà Mylo cho ra mắt, xuất bản vào ngày 12 tháng 7 trên Universal Music cùng với sự góp giọng của Shaylen, đây cũng là sản phẩm mà anh đã giải thích ở Masterclass The Future Academy 2019. Sau 1 tháng, vào ngày 16 tháng 8, anh cho ra mắt sản phẩm thứ 2 trên Musical Freedom và cũng là bài hát thứ 2 của anh thuộc thể loại Big Room House. Vào ngày 14 tháng 10, Mylo cho ra mắt bài hát Starlight trên ON / OFF. Starlight ban đầu là một bản phối lại của bài Final Song của MØ được chơi tại SLAM! và phát hành lên trên Youtube vào ngày 21 tháng 9 năm 2017. Tuy nhiên, bản phối lại không được phê duyệt, do đó anh đi tới Los Angeles để viết lời bài hát thay thế. Mylo có giải thích ý nghĩa của bài hát này là một bài hát khi bạn bị lạc lối trong cuộc sống và đi tìm thứ mà mình thuộc về, ở đây chính là " ánh sáng ngôi sao".

## Sản phẩm âm nhạc

### Extended plays (EP)
| Tựa sản phẩm           | Chi Tiết                                                                                      |
| ---------------------- | --------------------------------------------------------------------------------------------- |
| What Am I Looking For? | - Ngày ra mắt: Ngày 18 tháng 10 năm 2019 - Hãng thu âm: ON / OFF - Định dạng: Tải kĩ thuật số |

### Đĩa đơn
| Tựa sản phẩm                                                      | Năm ra mắt | Hạng lớn nhất trong bảng xếp hạng US Dance | Hãng Thu Âm                     | Album                  |
| ----------------------------------------------------------------- | ---------- | ------------------------------------------ | ------------------------------- | ---------------------- |
| "Bouncybob" (Martin Garrix hợp tác với Justin Mylo và Mesto)      | 2015       | 28                                         | —                               | Không có album đĩa đơn |
| "Groovy George" (hợp tác với Mike Williams)                       | 2016       | —                                          | Musical Freedom                 | Không có album đĩa đơn |
| "Jumping Jack"                                                    | 2016       | —                                          | Spinnin' Records                | Không có album đĩa đơn |
| "Cheap Motel"                                                     | 2017       | —                                          | ON / OFF                        | Không có album đĩa đơn |
| "Paradigm"                                                        | 2017       | —                                          | ON / OFF                        | Không có album đĩa đơn |
| "Chasing Shadows"                                                 | 2018       | —                                          | STMPD RCRDS                     | Không có album đĩa đơn |
| "Live Like This" (hợp tác Navarra)                                | 2018       | —                                          | ON / OFF                        | Không có album đĩa đơn |
| "Funky Freddy" (hợp tác với Rich Edwards)                         | 2018       | —                                          | ON / OFF                        | Không có album đĩa đơn |
| "Burn Out" (hợp tác với Martin Garrix và Dewain Whitmore)         | 2018       | 26                                         | STMPD RCRDS                     | Không có album đĩa đơn |
| "Rave Alert" (hợp tác với SWACQ)                                  | 2018       | —                                          | Revealed Recordings             | Không có album đĩa đơn |
| "Not Afraid"                                                      | 2019       | —                                          | STMPD RCRDS                     | Không có album đĩa đơn |
| "Won't Stop" (hợp tác với Shaylen)                                | 2019       | —                                          | Universal Music                 | Không có album đĩa đơn |
| "More Of Your Love" (hợp tác với Reggio)                          | 2019       | —                                          | Musical Freedom                 | Không có album đĩa đơn |
| "Starlight"                                                       | 2019       | —                                          | ON / OFF                        | What Am I Looking For? |
| "Save My Soul"                                                    | 2019       | —                                          | ON / OFF                        | What Am I Looking For? |
| "What Am I Looking For?" (hợp tác với Navarra)                    | 2019       | —                                          | ON / OFF                        | What Am I Looking For? |
| "I Wanna Fall In Love" (hợp tác với Raphaella)                    | 2020       | —                                          | STMPD RCRDS                     | Không có album đĩa đơn |
| "Forever"                                                         | 2020       | —                                          | STMPD RCRDS                     | Không có album đĩa đơn |
| "Still Around" (hợp tác với SMBDY)                                | 2020       | —                                          | STMPD RCRDS                     | Không có album đĩa đơn |
| "Face Up To The Sun" (hợp tác với Mike Williams và Sara Sangfelt) | 2020       |                                            | Ra mắt ngày 9 tháng 10 năm 2020 |                        |

### Phối lại (Remixes)
| Tựa sản phẩm                  | Tác giả gốc                      | Năm ra mắt | Hãng thu âm         |
| ----------------------------- | -------------------------------- | ---------- | ------------------- |
| "Final Call" (cùng với Mesto) | Florian Picasso                  | 2016       | Protocol Recordings |
| "Bola Rebola"                 | J Balvin, Anitta, Mc Zacc, Malaa | 2019       | Universal Music     |

### Chuỗi sản phẩm có đặc điểm riêng
Đây là chuỗi sản phẩm âm nhạc đặc biệt thường có thể loại Electro House với tên bài hát tuân theo quy luật có hai chữ cái đầu tiên của từ trong tên bài hát giống nhau và trong đó có từ mang tính gợi cảm (Trừ bài "Bouncybob" chỉ với 1 từ). Ví dụ: Bouncybob → BB, Groovy George → GG, trong đó từ Bob và từ George có cách phát âm khá giống với những từ gợi cảm. Với quy luật đặt tên này, Mylo đã kêu gọi những người hâm mộ của anh đưa ra những cái tên cái tên thích hợp cho bài hát mới với kí hiệu hashtag "#helpjustinmylo" trên Twitter và Instagram và anh đã chọn được cái tên là "Jumping Jack". Ngoài "#helpjustinmylo" ra thì vẫn còn một lần trợ giúp từ những người hâm mộ đó là "#helpjustinmylopart2" cho tên của radio của anh, anh chọn chữ cái "O" trong chữ "Mylo" cho ra cái tên "ON / OFF", có thiết kế đơn giản và thể hiện sức mạnh, điều nãy cũng dẫn tới thiết kế logo sau này
| Tựa sản phẩm                                                  | Năm sản xuất | Từ giống nhau |
| ------------------------------------------------------------- | ------------ | ------------- |
| "Bouncybob" (Martin Garrix hợp tác cùng Justin Mylo và Mesto) | 2015         | B             |
| "Groovy George" (hợp tác với Mike Williams)                   | 2016         | G             |
| "Jumping Jack"                                                | 2016         | J             |
| "Funky Freddy" (hợp tác với Rich Edwards)                     | 2018         | F             |

## Tham Khảo
1. ↑  Cameron, John (ngày 7 tháng 7 năm 2016). "Justin Mylo Wants Your Help Thinking of a Name For This Wonky New ID". We Got This Covered (bằng tiếng Anh). Truy cập ngày 11 tháng 3 năm 2017.
2. 1 2  Simpson, Paul. "Justin Mylo | Biography & History". AllMusic. Rovi. Truy cập ngày 11 tháng 3 năm 2017.
3. 1 2  "DJ Justin Mylo". www.djguide.nl (bằng tiếng Hà Lan). Truy cập ngày 11 tháng 3 năm 2017.
4. ↑  Meadow, Matthew (ngày 25 tháng 9 năm 2015). "Martin Garrix Enlists Help of Unknown Producer For Track Previously Thought To Be With Heldens". Your EDM. Truy cập ngày 11 tháng 3 năm 2017.
5. 1 2  Lucas (ngày 8 tháng 1 năm 2016). "Watch Martin Garrix Debut 2 New IDs in Exclusive B2B2B Set [Video]". Your EDM. Truy cập ngày 11 tháng 3 năm 2017.
6. 1 2  "Justin Mylo wystąpi jako support koncertu Martina Garrixa w Krakowie". Onet Muzyka (bằng tiếng Ba Lan). ngày 21 tháng 11 năm 2016. Bản gốc lưu trữ ngày 8 tháng 12 năm 2017. Truy cập ngày 11 tháng 3 năm 2017.
7. 1 2  "Martin Garrix, Justin Mylo And Mesto Debut Two IDs in B2B Performance". We Got This Covered (bằng tiếng Anh). ngày 11 tháng 1 năm 2016. Truy cập ngày 11 tháng 3 năm 2017.
8. 1 2  "Justin Mylo on ADE history". ADE. Bản gốc lưu trữ ngày 30 tháng 5 năm 2019. Truy cập ngày 30 tháng 7 năm 2019.
9. 1 2  "JUSTIN MYLO ON / OFF TOUR #8 Q&A". Youtube. Truy cập ngày 30 tháng 7 năm 2019.
10. ↑  Matthew (ngày 14 tháng 10 năm 2018). "Martin Garrix Announces AXE Partnership With Release Of Justin Mylo Collab, "Burn Out"". Your EDM. Truy cập ngày 11 tháng 1 năm 2019.
11. ↑  Cameron, John (ngày 28 tháng 12 năm 2015). "Martin Garrix, Justin Mylo And Mesto To Release "Bouncy Bob" For Free". We Got This Covered (bằng tiếng Anh). Truy cập ngày 11 tháng 3 năm 2017.
12. ↑  Tabens, Tim. "Martin Garrix ft. Justin Mylo & Mesto – Bouncy Bob". Dance-Charts.de (bằng tiếng Đức). Truy cập ngày 11 tháng 3 năm 2017.
13. ↑  "Martin Garrix - Bouncybob (Feat. Justin Mylo & Mesto)". Youtube. Truy cập ngày 30 tháng 7 năm 2019.
14. 1 2 3  "Justin Mylo, Billboard". Billboard. Truy cập ngày 20 tháng 5 năm 2018.
15. ↑  Singh, Shantanu (ngày 7 tháng 1 năm 2016). "Justin Mylo & Mesto join Martin Garrix for a set on SLAM!FM's 'Bij Igmar' show". We Rave You.
16. ↑  Boon, Lucas (ngày 7 tháng 1 năm 2016). "Kijken: Martin Garrix draait b2b met Justin Mylo & Mesto" (bằng tiếng Hà Lan). Partyscene.
17. ↑  "Justin Mylo's status on Twitter". Twitter. Truy cập ngày 31 tháng 7 năm 2019.
18. ↑  "Kingsland Festival Amsterdam 2016". Festivalling. Truy cập ngày 31 tháng 7 năm 2019.
19. ↑  "Groovy George - Single by Mike Willias & Justin Mylo". iTunes Store. Truy cập ngày 29 tháng 7 năm 2019.
20. ↑  "Florian Picasso - Final Call (Mesto & Justin Mylo Remix)". Youtube. Truy cập ngày 31 tháng 7 năm 2019.
21. ↑  "Justin Mylo - Jumping Jack". Youtube. Truy cập ngày 5 tháng 8 năm 2019.
22. ↑  "Justin Mylo's Introdution on Facebook". Facebook. Truy cập ngày 1 tháng 8 năm 2019.
23. ↑  "JUSTIN MYLO ► ON / OFF TOUR". Youtube. Truy cập ngày 1 tháng 8 năm 2019.
24. ↑  "Justin Mylo ► NEW LOGO". Youtube. Truy cập ngày 1 tháng 8 năm 2019.
25. ↑  "Martin Garrix & Justin Mylo - Evolve". Youtube. Truy cập ngày 1 tháng 8 năm 2019.
26. ↑  "Justin Mylo - Cheap Motel". Youtube. Truy cập ngày 2 tháng 8 năm 2019.
27. ↑  "Justin Mylo post status about the Radio". Twitter. Truy cập ngày 2 tháng 8 năm 2019.
28. ↑  "Justin Mylo - Paradigm". Youtube. Truy cập ngày 2 tháng 8 năm 2019.
29. ↑  "Chasing Shadows by Justin Mylo on STMPD RCRDS". STMPD RCRDS. Truy cập ngày 29 tháng 7 năm 2019.
30. ↑  "Live Like This - Single by Justin Mylo & Navarra". iTunes Store. Truy cập ngày 29 tháng 7 năm 2019.
31. ↑  "Martin Garrix & Justin Mylo - Burn Out (Official Video) feat. Dewain Whitmore". Youtube. Truy cập ngày 29 tháng 7 năm 2019.
32. ↑  "Justin Mylo & SWACQ - Rave Alert". Youtube. Truy cập ngày 5 tháng 8 năm 2019.
33. ↑  "Not Afraid on Genius". Genius. Truy cập ngày 16 tháng 2 năm 2020.
34. ↑  "Justin Mylo Not Afraid on 1001tracklists". 1001Tracklists. Truy cập ngày 16 tháng 2 năm 2020.
35. ↑  "Justin Mylo on Beatport". Beatport. Truy cập ngày 24 tháng 2 năm 2020.
36. ↑  "Justin Mylo - Masterclass The Future Academy 2019". Youtube. Truy cập ngày 24 tháng 2 năm 2020.
37. ↑  "Justin Mylo & REGGIO - More Of Your Love (Official Audio)". Youtube. Truy cập ngày 18 tháng 3 năm 2020.
38. ↑  "Justin Mylo - Starlight [ON / OFF] on 1001tracklists". 1001tracklist. Truy cập ngày 18 tháng 3 năm 2020.
39. ↑  "Justin Mylo on Facebook". Facebook. Truy cập ngày 18 tháng 3 năm 2020.
40. ↑  "What Am I Looking For? by Justin Mylo on Apple Music". iTunes. Truy cập ngày 18 tháng 10 năm 2019.
41. 1 2  "ON / OFF records on 1001tracklists". 1001tracklists. Truy cập ngày 30 tháng 7 năm 2019.
42. ↑  "Justin Mylo on Apple Music". iTunes. Truy cập ngày 11 tháng 3 năm 2017.
43. ↑  "Justin Mylo on Discogs". Discogs. Truy cập ngày 30 tháng 7 năm 2019.
44. ↑  "Funky Freddy - Single by Justin Mylo & Rich Edwards on Apple Music". iTunes Store. Truy cập ngày 12 tháng 8 năm 2018.
45. ↑  "Burn Out (feat. Dewain Whitmore) - Single by Martin Garrix". iTunes Store. Truy cập ngày 14 tháng 9 năm 2018.
46. ↑  "Rave Alert - Single by Justin Mylo & SWACQ on Apple Music". iTunes Store. Truy cập ngày 7 tháng 12 năm 2018.
47. ↑  "Not Afraid - Single by Justin Mylo Apple Music". iTunes Store. Truy cập ngày 14 tháng 3 năm 2019.
48. ↑  "Won't Stop - Single by Justin Mylo Apple Music". iTunes Store. Truy cập ngày 29 tháng 7 năm 2019.
49. ↑  "More Of Your Love - Single by Justin Mylo and Reggio Apple Music". iTunes Store. Truy cập ngày 16 tháng 8 năm 2019.
50. ↑  "Starlight - Single by Justin Mylo Apple Music". iTunes Store. Truy cập ngày 14 tháng 10 năm 2019.
51. ↑  "Save My Soul - Single by Justin Mylo Apple Music". iTunes Store. Truy cập ngày 18 tháng 10 năm 2019.
52. ↑  "What Am I Looking For? - Single by Justin Mylo Apple Music". iTunes Store. Truy cập ngày 18 tháng 10 năm 2019.
53. ↑  "I Wanna Fall In Love - Single by Justin Mylo Apple Music". iTunes Store. Truy cập ngày 16 tháng 2 năm 2020.
54. ↑  "Forever - Single by Justin Mylo Apple Music". iTunes Store. Truy cập ngày 31 tháng 8 năm 2020.
55. ↑  "Still Around - Single by Justin Mylo Apple Music". iTunes Store. Truy cập ngày 31 tháng 8 năm 2020.
56. ↑  "Justin Mylo on Soundcloud". SoundCloud. Truy cập ngày 30 tháng 7 năm 2019.
57. ↑  "Florian Picasso – Final Call (Remixes)". Protocol Recordings. Truy cập ngày 30 tháng 7 năm 2019.
58. ↑  "Justin Mylo on Music Newsnetwork". Music Newsnetwork (bằng tiếng Nhật). Truy cập ngày 6 tháng 8 năm 2019.
59. ↑  "#helpjustinmylo on Instagram". Instagram. Truy cập ngày 6 tháng 8 năm 2019.
60. ↑  "#helpjustinmylo on Twitter". Twitter. Truy cập ngày 6 tháng 8 năm 2019.
61. ↑  "#helpjustinmylopart2 on Twitter". Twitter. Truy cập ngày 6 tháng 8 năm 2019.